# Besong Abang
Besong Abang  est une localité du Cameroun située dans le département du Manyu et la Région du Sud-Ouest. Elle fait partie de la commune de Mamfé